# Zinaïda Pihoulovytch
Zinaïda Oleksandrivna Pihoulovytch (en ukrainien : Зінаїда Олександрівна Пігулович), née en 1896 et décédée en 1983 est une actrice de théâtre et de cinéma.

## Biographie

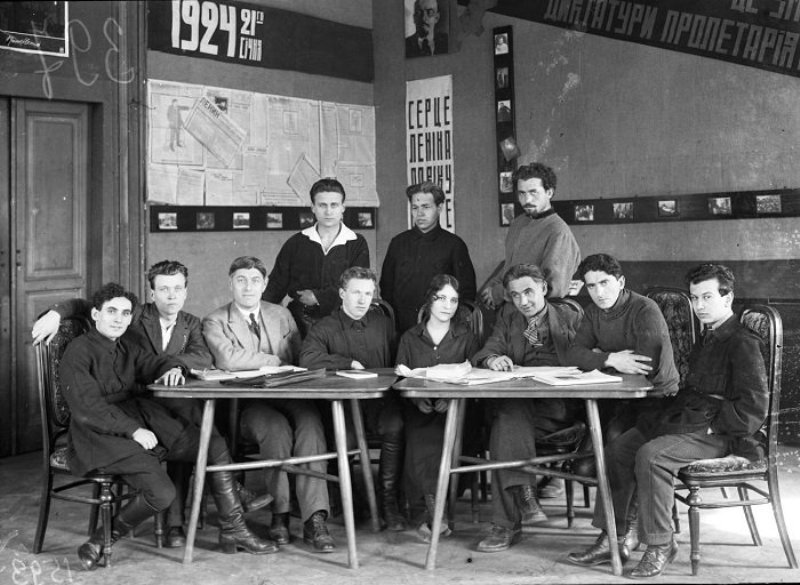
Assise au centre, Yanuariy Bortnyk, Vassil Vassilko, Boris Tiagno à sa droite.

Elle était une élève de Les Kourbas et a travaillé au Théâtre Berezil entre 1922 et 1930 ; organisatrice du réseau panukrainien des théâtres de marionnettes professionnels (1934-1937).

## Carrière
- Orysya dans Cousu pour les imbéciles (Пошилися в дурні) de V. Yarochenko d'après M. Kropyvnytskyi, 1924 - 1925
- Litty-Furia dans l'opérette Le Mikado (Мікадо), 1928 - 1929.
- La Reine dans l'opérette La Reine de l'Île Inconnue (Королева невідомого острова)
- Nadeiyka dans le film  Le Paquet Bleu (Синій пакет), 1926.
- Vassylina dans le film Vassilina-Bourlatchka (Василина-Бурлачка) 1927[1].
- Kylina est la femme de Karmelyouk dans le film (Кармелюк), 1931[2].